# Schönefeld (Berlim)
Schönefeld é uma localidade do distrito Dahme-Spreewald no estado federal de Brandemburgo, a sudoeste de Berlim, na Alemanha. 
A comunidade de Scönefeld inclui as aldeias Großziethen, Kiekebusch, Selchow, Waltersdorf, Waßmannsdorf e Schönefeld . Numa área de 82,90 km2 moravam, em 2010, aproximadamente 13.096 habitantes. 
Schönefeld é conhecida internacionalmente é principalmente devido ao Aeroporto de Berlim Brandemburgo,  atualmente em ampliação e construção, que antigamente foi aeroporto central da Alemanha Oriental, conhecido como Flughafen Schönefeld. Foi o aeroporto onde todos os voos importantes foram feitas para os países irmãos socialistas. A comunidade está ligada com a ferrovia S-Bahn-Berlin através da estação, e também com as autoestradas A117, A13, A113, A10. 